# Расширение Европейского союза (1995)
Расширение Европейского союза 1995 года предусматривало, что Австрия, Финляндия и Швеция принимаются в Европейский союз (ЕС). Это было четвёртым расширением ЕС и вступило в силу 1 января того года.
Все эти государства раньше были членами Европейской ассоциации свободной торговли (EFTA) и традиционно меньше интересовались присоединением к ЕС, чем другие европейские страны.
Норвегия провела переговоры, чтобы присоединиться вместе с другими тремя странами к ЕС, но после подписания соглашения, членство отклонилось норвежским электоратом в 1994 году после национального референдума.
Швейцария также просила членство 26 мая 1992 года, но отказалась от него после отрицательного результата референдума 6 декабря 1992 года (и это состояние не было изменено после результата второго аналогичного референдума 4 марта 2001 года).

## Тесное сотрудничество
Три государства, плюс Норвегия и Швейцария (которые никогда не присоединялись из-за местных результатов референдума) начали смотреть на более сильные связи с ЕС (который был Европейским экономическим сообществом (ЕЭС) до 1993 года) к концу 1980-х по трем основным причинам:
1. экономический спад 1980-х в Европе.
2. трудностях для компаний Европейская ассоциация свободной торговли, чтобы экспортировать в ЕС.
3. конец холодной войны.

После 1970-х экономика Европа испытала спад, который привёл к подписанию Единого европейского акта, который предусматривал создание единого рынка к 1992 году. Эффект этого состоял в том, чтобы государства Европейской ассоциации свободной торговли поняли, что им тяжелее экспортировать в ЕЭС, и компании (включая крупные корпорации, такие как Вольво) хотели перемещать в пределах нового падающего единого рынка, хуже для Европейской ассоциации свободной торговли. Государства начали обсуждать более близкие связи с ЕЭС, несмотря на его внутреннюю непопулярность.